# Preston Callander
Preston Callander (* 13. Mai 1980 in Regina, Saskatchewan) ist ein ehemaliger kanadischer Eishockeyspieler, der zuletzt für Ässät Pori in der SM-liiga spielte. Sein Vater Drew Callander spielte einige Jahre in Deutschland für den EV Duisburg, den SV Bayreuth und die Kölner Haie.

## Karriere
Callander begann seine Karriere als Juniorenspieler bei den Lincoln Stars in der United States Hockey League. In drei Spielzeiten für Lincoln erzielte er 132 Punkte in 139 Spielen. Darauf folgten vier Jahre an der University of New Hampshire, wo er insgesamt 130 Punkte (62 Tore, 68 Assists) in 149 Spielen für die Wildcats erzielte.
Seine beste Spielzeit war sein letztes Jahr an der Universität 2004/05, als die Wildcats das Hockey-East-Finale erreichten und Callander dazu 25 Tore und 29 Assists beisteuern konnte. Damit war er bester Torschütze der Wildcats und insgesamt zweitbester Scorer des Teams.
Nach dieser erfolgreichen Saison wechselte er in die DEL zu den Grizzly Adams Wolfsburg. Auch nachdem die Grizzly Adams wegen des damals ungeeigneten Stadion aus der DEL ausgeschlossen und in die 2. Bundesliga zurückgestuft wurden, blieb er in Wolfsburg. Sein Vertrag wurde später bis 2008 verlängert und der EHC erreichte in den Play-offs 2006/07 die Meisterschaft der 2. Bundesliga und erwarb damit das Aufstiegsrecht in die DEL. Allerdings wurde Callander als zu schwach für die DEL eingestuft und der Vertrag mit Callander sollte aufgelöst werden. Zuletzt durfte er aber wieder mit der Mannschaft trainieren, um sich für einen anderen Verein empfehlen zu können.
Schließlich wurde Callander im Dezember 2007 von den Florida Everblades unter Vertrag genommen. Die Saison 2008/09 verbrachte er bei Ässät Pori aus der finnischen SM-liiga.

## Erfolge und Auszeichnungen
- 2002 Lamoriello-Trophy-Gewinn mit der University of New Hampshire
- 2003 Lamoriello-Trophy-Gewinn mit der University of New Hampshire
- 2005 Hockey East All-Tournament Team
- 2005 Hockey East Best Defensive Forward